# Émile Aerts
Pour les articles homonymes, voir Aerts.
Émile, (« Emiel ou Miel » pour les flamands), Aerts, né le 3 avril 1892 à Laeken et mort le 9 avril 1953 à Bruxelles, est un coureur cycliste belge. Émile Aerts a été un coureur de six jours dans les années 1920. Il a pris part à 25 courses de six jours, dont sept victoires, avec des coureurs comme Walter Rütt, Reginald McNamara et Piet van Kempen. Avec Rütt, il a remporté en 1925 les six jours de Berlin. Il a été aussi spécialiste du demi-fond.
Émile Aerts est l'oncle du cycliste Jean Aerts.

## Biographie

### Débuts et courses sur route
Émile Aerts est né à Laeken le 3 avril 1892. Il suit une formation de sculpteur. Vers 1908, Aerts commence à courir comme amateur et fait ses débuts dans la « Course du Premier pas » à Laeken et entre dans le club « Pédale Royale de Laeken », puis il court pour « Bruxelles Sportif ». En 1909, il prend la 2e place dans le « GP de Bruxelles ». Un an plus tard, à 18 ans, il termine 6e dans Bruxelles-Roubaix et retour, remporté par Louis Mottiat. En 1912, il prend une licence comme indépendant. Il termine 3ème de Bruxelles-Esneux puis gagne le Grand Prix de Bruxelles, dans le parc de Laeken, et aussi Bruxelles-Spa, test d'endurance sur 466 km. Il fait partie de l'équipe belge pour le match Belgique-France de 1912, au vélodrome du Karreveld.
Au cours de 1913, Aerts est déjà professionnel et en 1914, il s'inscrit dans Paris-Roubaix 1914 où il finit 9e. La Première Guerre mondiale entrave sa carrière sportive.

### Coureur de six-jours
Les Six jours de Bruxelles en 1915 ont lieu sur le vélodrome du Karreveld. En raison de la guerre, la course a lieu seulement pendant 14 ou 18 heures, jusqu'à la tombée de la nuit. Le quatrième jour Aerts, en équipe avec son frère François, fait tomber son rival, de Bruxelles Jozef Van Bever, qui subit une fracture de la clavicule et doit être hospitalisé. Jozef Van Bever et Cyrille Van Hauwaert sont neutralisés, Van Bever retourne le lendemain sur la piste, et remporte la compétition. Les frères Aerts n'ont jamais recouru ensemble à Bruxelles. On ne sait pas si cette décision est volontaire. 
En 1919, Aerts se décide pour les épreuves sur piste. Lors d'une invitation à Paris, du fait de sa participation à Paris-Roubaix, pour une tournée internationale, il prend trois tours, dans une course de 6 heures, et va battre des noms établis tels que Spears et Julien Pouchois. 
Les premiers six jours de Bruxelles d'entre deux guerres ont lieu du 31 mars au 5 avril 1919, il y a encore de la neige et il fait très froid à l'intérieur même du palais des sports. Le duo Aerts-Alfons Spiessens arrive, au bout de six jours entiers à vélo, derrière Philippe Thys-Marcel Dupuy. Cette même année, Aerts participe également aux six jours de New York au Madison Square Garden.
Aerts essaye le sprint, s'il peut lutter en vitesse pure, il n'est néanmoins pas le meilleur. Il exprime mieux son talent, issu de son passé de coureur sur route, dans les courses à l’américaine. Aerts est rapide et aime la course lucrative des six jours. En 1920, il se marie et ont un fils, son épouse décède subitement en novembre 1923. Il termine 3e dans les six jours de Bruxelles, avec Henri Van Lerberghe. Le champion décide de se lancer dans le demi-fond et gagne le Grand Prix d'Auteuil derrière motos. En 1921, il fait 2e aux six jours de Paris avec Alfons Spiessens, en 144 heures.
En 1922, il s'engage auprès de Ernest Van Hammée, le directeur des six jours de Bruxelles, à condition qu'un partenaire solide lui soit présenté. Aerts-Van Kempen gagnent, le 5 février et totalisent deux fois plus de points que les poursuivants les plus proches. Un mois plus tard, il remporte également avec Georges Sérès, les six jours de Paris, avec un tour d'avance. En 1923, Aerts-Van Kempen sont encore les grand favoris, à Bruxelles. Cependant, c'est compter sans les « Flandriens », César Debaets et Jules Van Hevel auxquels Aerts-Van Kempen n'ont pas pu faire face. Aerts-Rielens et encore Aerts-Van Kempen reportent les six jours de Bruxelles en 1924 et 1925. Cette année-là, il est le premier à Berlin, couplé avec le légendaire pistard allemand Walter Rütt.
En 1927, il court pour la marque française Génial Lucifer. Sa victoire dans les six jours de Paris est sa dernière grande victoire. Il court encore les six jours de Bruxelles en 1930, pour ses adieux aux 6 jours, il fait 7ème avec André Leducq qui fait ses débuts dans les courses de six jours.

### Fin de carrière
Ensuite, il conseille son neveu Jean Aerts pendant plusieurs années. Il exhorte son poulain d'aller, en tant que junior et amateur, en France, dans le grand club de vélo parisien de Levallois. Avec une note en poche de son oncle toutes les portes lui sont ouvertes. Quand Jean Aerts, devient champion du monde en 1927. Émile et Susse Aerts sont un temps les conseillers du VCL.
Il lance l'élargissement du modeste Club de vélo Laeken, pour en faire une association qui attire les meilleurs amateurs. Aerts a ouvert au cours de sa grande carrière de coureur un magasin de vélos Rue de Brabant (Bruxelles). Il a pris sa retraite après la Seconde Guerre mondiale. Il est mort en 1953.

## Palmarès

### Six jours
- 1922
  - Six jours de Bruxelles (avec Piet van Kempen)
  - Six jours de Paris (avec Georges Sérès)
- 1924
  - Six jours de Bruxelles (avec Pierre Rielens)
  - Six jours de Paris (avec Georges Sérès)
- 1925
  - Six jours de Bruxelles (avec Piet van Kempen)
  - Six jours de Berlin (avec Walter Rütt)
- 1927
  - Six jours de Paris (avec Reginald McNamara)

### Grand Prix
- Grand Prix d'Auteuil : 1920
- Prix Octave Lapize, au Vél d'hiv, le 11 décembre 1921
- Grand Prix d’Été (une heure derrière motos) : 1925

### Records
- Record de l'heure derrière moto avec 71.550 km en octobre 1926 au vélodrome Buffalo[8]